# سرینگر
سرینگر یا سرینگار (کشمیری: سِریٖنَگَر یا سِری نَگَر، اردو: سرینگر) شهری است در ایالت جامو و کشمیر هندوستان واقع در هیمالیای غربی. این شهر در دره کشمیر و بر کرانه رود جِهلوم قرار گرفته و پایتخت تابستانی دولت ایالتی جامو و کشمیر است.

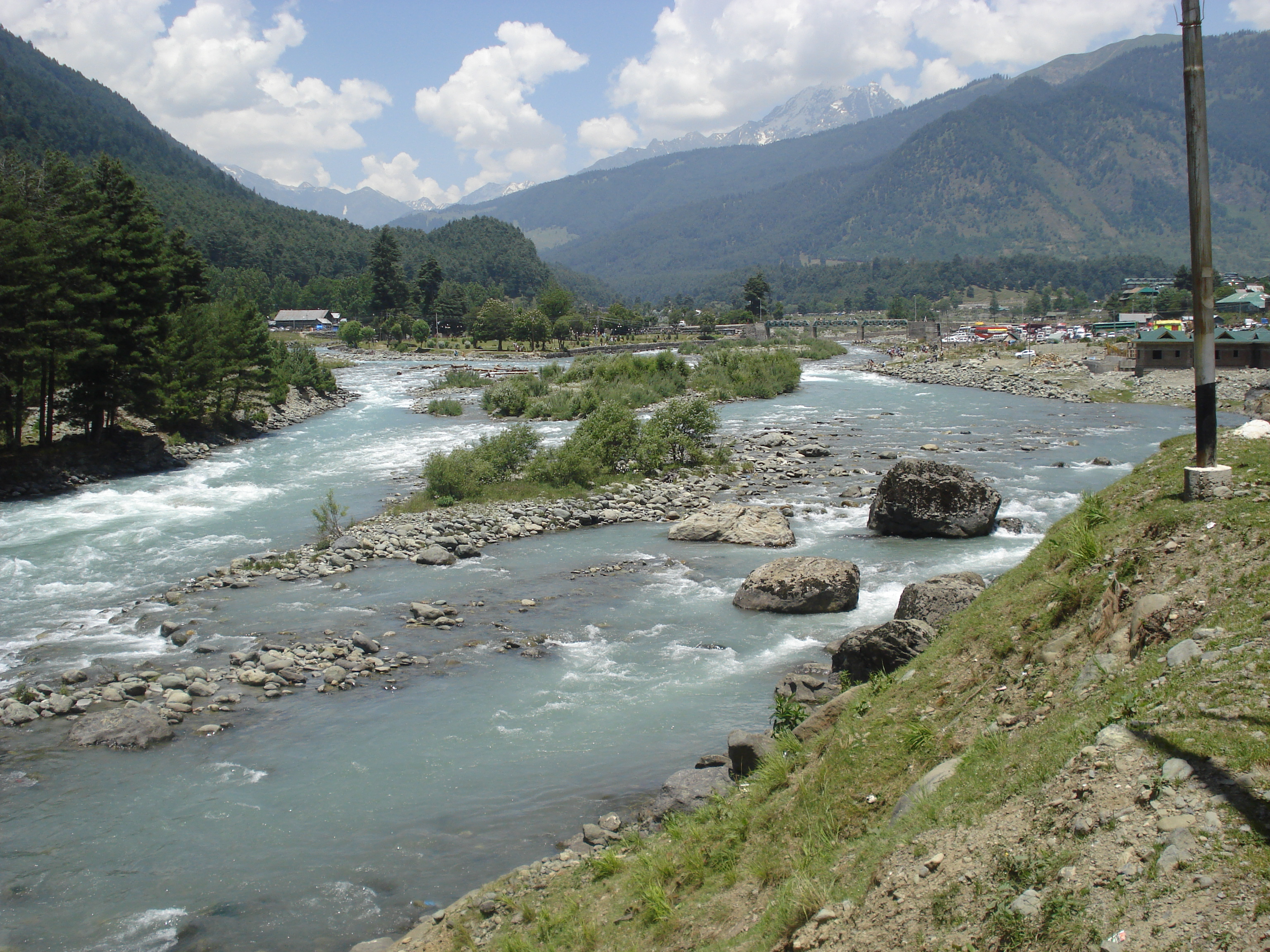
یاترا پهلگان در ۴۰ کیلومتری سرینگر

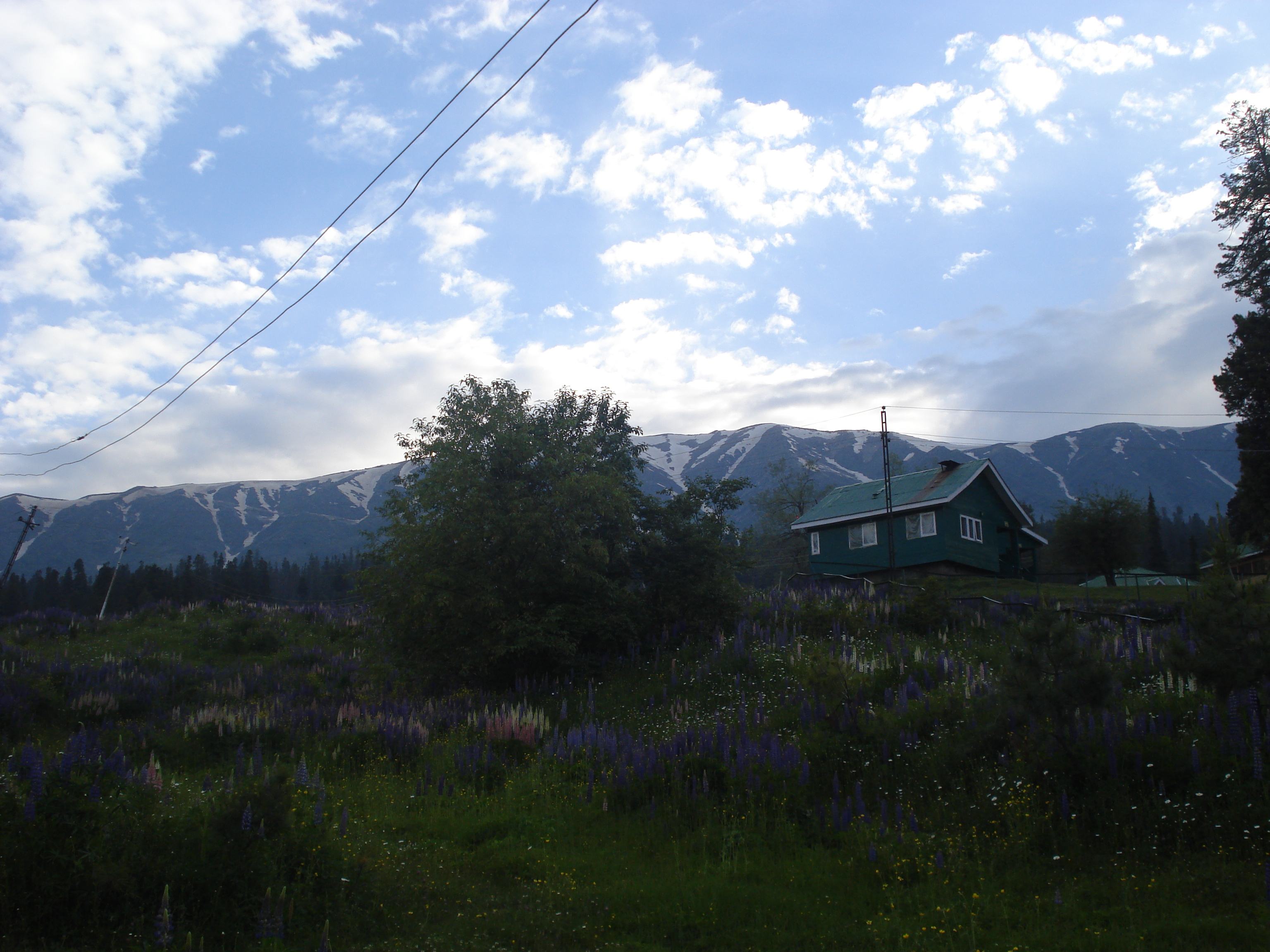
گولمارگ سرینگر

شهر سرینگر حدود دو هزار سال پیش به‌دست شاه پراواراسِنا بنیاد نهاده شد. این شهر در قدیم با نام‌های فارسی «شهر کشمیر» و «شهر» نامیده می‌شد ولی نام باستانی هندی آن که بعدها دوباره رواج یافت سرینگار یا سریناگار است. ریشه این نام را از سری (شکوه) و نگار (شهر) دانسته‌اند.

## تاریخچه

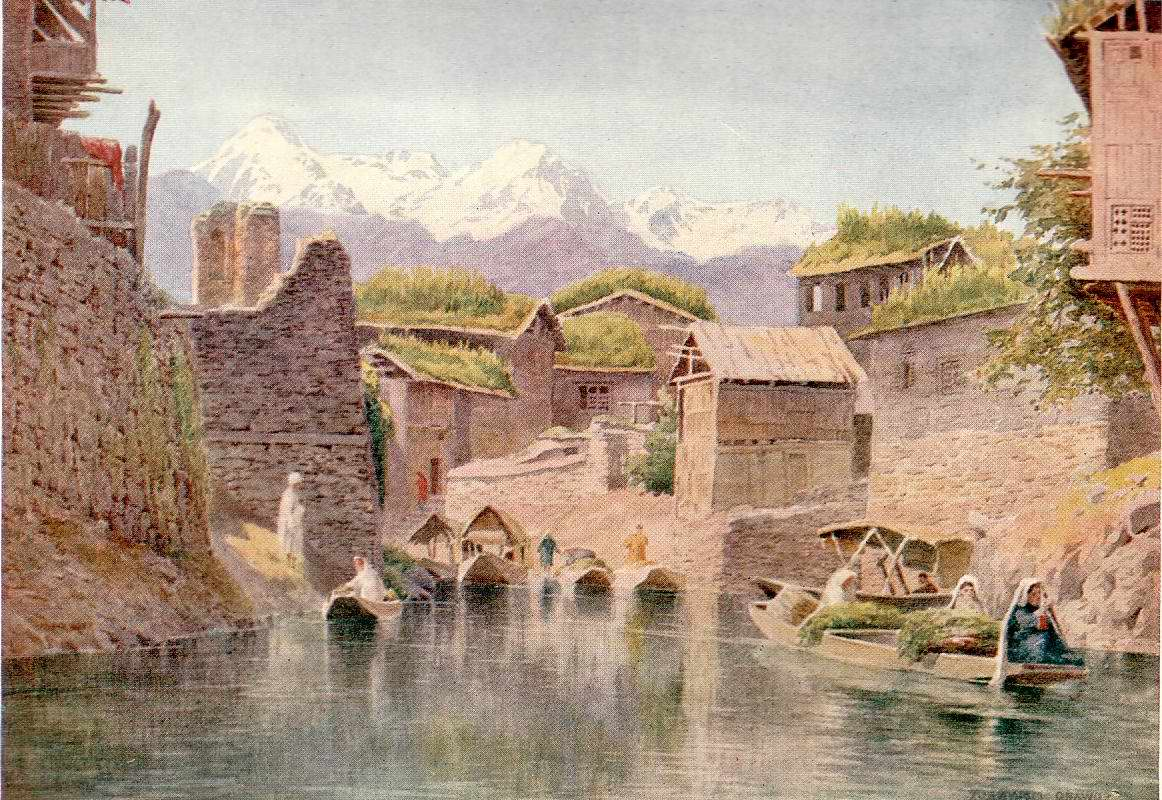
بازار بلم‌رانان در سرینگر، ۱۹۰۰ میلادی.

آشوکا، شاه بزرگ ماوریایی در سدهٔ یکم پ.م. شهر قدیم سرینگر را بنیاد کرد و آن را پورانادیستان نامید. این نام اکنون به صورت پاندرتان بجا مانده. بوداگرایی نیز با گسترش نفوذ آشوکا به منطقه رخنه یافت. طی دوره‌های بعد، کوشان‌ها، پادشاهی ویکرامادیتیا، حاکمان محلی هندو و مسلمانان بر آن حکم راندند. در سده‌های میانه گورکانیان و پشتوها بر سرینگر چیره شدند. با شکستی که رانجیت سینگ بر پشتوها وارد کرد، سرینگر در سال ۱۸۱۴ بخشی از شاهنشاهی سیک شد.

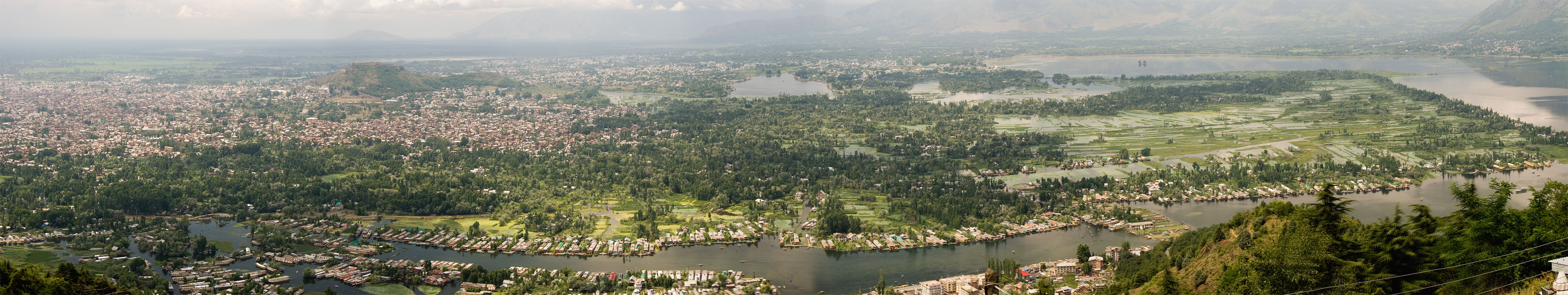
چشم‌انداز سرینگر.